# دورة الصداقة الدولية لكرة القدم
هي مسابقة كرة قدم دولية رسمية ينظمها الإتحاد السعودي لكرة القدم في مدينة أبها بمنطقة عسير في جنوب المملكة العربية السعودية على ملعب مدينة الأمير سلطان بن عبد العزيز الرياضية بالمحلة على كأس الأمير عبد الله الفيصل وتقام البطولة صيفاً على هامش مهرجان عسير السياحي .

## الفرق المشاركة
هي منتخبات وأندية وفئات سنية من مختلف أنحاء العالم بالإضافة إلى فرق محلية سعودية . 

## الجهة المنظمة
في عام 2000 ورغم قصر عمر دورة الصداقة الدولية لكرة القدم على كأس الأمير عبد الله الفيصل فقد تم الاعتراف بها من قبل الاتحاد الدولي لكرة القدم بعد عامها الثالث بتاريخ 2000/4/27م ومن قبل الاتحاد الآسيوي لكرة القدم بتاريخ 2000/4/18م والاتحاد العربي لكرة القدم بتاريخ 2000/4/26م. ولم يأت هذا الاعتراف من فراغ بل كان نتيجة لما حققته الرياضة السعودية وخاصة في مجال كرة القدم من مكانة كبيرة وسمعة طيبة لدى كافة الأوساط الرياضية وما اكتسبته من احترام وتقدير من القائمين على الإتحادات الدولية والقارية لكرة القدم بفضل جهود القائمين على الاتحاد العربي السعودي لكرة القدم برئاسة صاحب السمو الملكي الأمير سلطان بن فهد بن عبد العزيز وسمو نائبه صاحب السمو الملكي الأمير نواف بن فيصل بن فهد بن عبد العزيز ونظراً لما تحقق لهذه الدورة التي تحمل اسم صاحب السمو الملكي الأمير عبد الله الفيصل من نجاحات متلاحقة في أعوامها الثلاثة السابقة على كافة المستويات. .

## سجل الأبطال
تقوم اللجنة المنظمة لدورة الصداقة قبل بداية كل دورة بتصنيع الكأس الخاص لهذه الدورة وهو مصمم على نمط قصبة من تراث منطقة عسير تحت إشراف شركة (برتوني) الإيطالية العالمية التي صممت كأس العالم والكؤوس الأوروبية ويعتلي القصبة صورة صاحب السمو الملكي الأمير عبد الله الفيصل ويزين صدر القصبة شعار المملكة العربية السعودية من الفضة والذهب وقاعدته من الجر الكريم (مالكايت) الأخضر، ويمتلك الفريق الفائز بهذا الكأس مدى الحياة عند قامت فكرة دورة الصداقة على كأس صاحب السمو الملكي الأمير عبد الله الفيصل فلم يكن هناك أدنى شك في نجاحها لارتباطها برائد الرياضة السعودية الأمير عبد الله الفيصل وقد أقيمت دورة الصداقة الدولية لكرة القدم على كأس صاحب السمو الملكي الأمير عبد الله الفيصل سبع مرات متتالية خلال ثمان سنوات وجاءت دورات الصداقة السابقة على النحو التالي : 
الدورة الأولى عام 1996:
انطلقت الدورة الأول لدورة الصداقة الدولية على كأس الأمير عبد الله الفيصل في مدينة أبها في 1418/3/28هـ وشاركت فيها أربع فرق فقط وهي :
1. النادي الأهلي السعودي .
2. منتخب منطقة عسير لكرة القدم .
3. نادي المريخ السوداني .
4. منتخب شباب البرازيل لكرة القدم .

وقد انتهت فعاليات الدورة الأولى بفوز فريق منتخب البرازيل لكرة القدم بكأس البطولة والميداليات الذهبية بعد تغلبه في المباراة النهائية على فريق النادي الأهلي بركلات الترجيح 9/7 وحل فريق النادي الأهلي بجدة في المركز الثاني وحصل على الميداليات الفضية.
الدورة الثانية عام 1997 :
أقيمت هذه الدورة في عام 1419هـ شارك في فعاليات الدورة الثانية ثمانية فرق هي :
1. النادي الأهلي السعودي .
2. منتخب عسير لكرة القدم .
3. نادي الهلال السعودي .
4. نادي الرياض السعودي .
5. النادي الأهلي المصري .
6. نادي الهلال السوداني .
7. نادي القادسية الكويتي .
8. النادي الأفريقي التونسي .

وقسمت على مجموعتين وشهدت حضوراً فنياً وجماهيرياً كبيراً . وحقق المركز الأول وكأس البطولة فريق كرة القدم بنادي الهلال السعودي بعد تغلبه على فريق كرة القدم بالنادي الأهلي المصري بهدف للاشيء وحصل الفريق المصري على المركز الثاني والميداليات الفضية .
الدورة الثالثة عام 1999 :
اقيمت الدورة الثالثة برعاية صاحب السمو الملكي الأمير خالد الفيصل أمير منطقة عسير خلا الفترة من 22/4 – 2/5/1420هـ بمدينة أبها وشاركت فيها ثمان فرق مقسمة على مجموعتين :
المجموعة الأولى :
النادي الأهلي السعودي .
النادي الرياضي الصفاقسي التونسي
منتخب عسير لكرة القدم 
نادي الرفاع الغربي البحريني  
المجموعة الثانية :
نادي النصر السعودي
نادي السالمية الكويتي
نادي الشباب السعودي
نادي الأولمبي البحريني .
وجاءت النتيجة النهائية للدورة على النحو التالي :
المركز الأول : النادي الصفاقسي التونسي
المركز الثاني : النادي الأهلي السعودي .
وفاز ببطولة الدورة وكأسها والمدليات الذهبية فريق نادي الصفاقسي التونسي بعد أن تغلب على فريق كرة القدم بالنادي الأهلي بجدة بركلات الترجيح 5/4 وحل النادي الأهلي السعودي في المرز الثاني وحصل على المدليات الفضية .
الدورة الرابعة عام 2000:
أقيمت الدورة الرابعة برعاية صاحب السمو الملكي الأمير خالد الفيصل أمير منطقة عسير خلال الفترة من 1/5 – 14/5/1421هـ بأبها وشارك بها عشر فرق مقسمة على مجموعتين :
المجموعة الأولى :
النادي الأهلي السعودي 
نادي الوداد الرياضي المغربي
نادي الريان القطري
نادي الاتفاق السعودي
منتخب منطقة عسير 
المجموعة الثانية :
نادي الهلال السعودي
نادي القادسية الكويتي
نادي المريخ السوداني
نادي المحرق البحريني
نادي الهلال السوداني
وجاءت النتيجة النهائية للدورة على النحو التالي :
المركز الأول : الهلال السعودي وحقق بطولة وكأس الدورة والمدليات الذهبية .
المركز الثاني : فريق منتخب منطقة عسير وحصل على المدليات الفضية 
الدورة الخامسة عام 2001 :
أقيمة الدورة الخامسة برعاية صاحب السمو الملكي الأمير خالد الفيصل أمير منطقة عسير على مدينة الأمير سلطان بن عبد العزيز بالمحالة خلال الفترة من 5/24 – 1422/6/8هـ وشارك فيها الفرق التالية :
منتخب الأقصى
نادي الرياض السعودي
نادي داليان الصيني 
نادي أتلليتيكو البرازيلي 
نادي الرجاء البيضاوي
نادي الوحدة الأماراتي
منتخب المملكة العربية السعودية للشباب 
منتخب منطقة عسير 
نادي المريخ السوداني
نادي الأهلي السعودي
وجاءت نتيجة الدورة على النحو التالي :
المركز الأول : النادي الأهلي السعودي وحصل بطولة وكأس الدورة والمدليات الذهبية .
المركز الثاني : نادي الرجاء البيضاوي وحصل على المدليات الفضية
الدورة السادسة عام 2002 :
توج صاحب السمو الملكي الأمير خالد الفيصل أمير منطقة عسير النادي الأهلي السعودي بطلاً لدورة الصداقة الدولية السادسة على كأس الأمير عبد الله الفيصل والتي حققتها للمرة الثانية على التوالي منذ أن بدأ تنظيمها عام 1997م وذلك عقب فوزه بالهدف الذهبي على حساب فريق مريتمو البرتغالي بعد تعادلهما بهدف حتى نهاية الوقت الأصلي من المبراة والتي أقيمت مساء يوم الأربعاء 14 أغسطس 2002م.
وكان صاحب السمو الملكي الأمير خالد الفيصل قد افتتح فعاليات دورة الصداقة السادسة على كأس الأمير عبد الله الفيصل مساء يوم الخميس 1 أغسطس 2002م على ملعب مدينة الأمير سلطان بن عبد العزيز الرياضية بالمحالة، حيث تعتبر هذه الدورة السادسة التي تقام في منطقة عسير تكريماً لرائد الرياضة السعودية الأول الأمير عبد الله الفيصل بعد أن انطلقت ولأول مرة في عام 1997م وكذلك لتنشيط السياحة في منطقة عسير وبمشاركة عشرة فرق وهي :
النادي الأهلي السعودي 
منتخب منطقة عسير 
نادي الرياض السعودي
نادي الاستقلال الإيراني
نادي الهلال اليمني 
نادي ماريتيمو البرتغالي
المنتخب الأولمبي البحريني لكرة القدم 
المنتخب الأولمبي العماني لكرة القدم 
المنتخب الأولمبي العماني لكرة القدم 
المنتخب الأولمبي السوري لكرة القدم 
المنتخب السعودي الأولمبي لكرة القدم 
- النادي الأهلي السعودي : لعب النادي الأهلي السعودي منظم وحامل القب ومتصدر المجموعة الأولى بثماني نقاط في هذه الدورة، ولعب ست مباريات فاز في أربع منها وتعادل في اثنين ولم يتعرض لأي خسارة منذ بداية الدورة، حيث افتتح اللقاء بتعادلهما بهدف لكليهما عن طريق وليد الجيزاني ليواجه بعد ذلك المنتخب الأولمبي العماني ويحرز على حسابه أول ثلاث نقاط بفوزه عليه بهدف وحيد عن طريق مدافعه فوزي الشهري ويواصل انتصاره على حساب المنتخب السوري بهدفين لهدف سجلهما وليد عبد ربه وإبراهيم سويد، ومن ثم يلتقي بعدها بفريق الاستقلال الإيراني ليتعادلا بهدف لكليهما عن طريق لاعب الوسط فهد الزهراني ويتصدر مجموعته الأولى بثماني نقاط من فوزين وتعادلين وله من الأهداف 5 وعليه 3، ليتأهل مباشرة إلى الدور النصف نهائي في انتظار لقاءه في الدور الثاني بثاني المجموعة الثانية وهو المنتخب الأولمبي البحريني ويواصل الأهلي مجدداً انتصاراته ويفوز على المنتخب البحريني محمد حسين والمهاجم وليد عبد ربه ويتأهل إلى اللقاء النهائي ويصبح في مواجهة فريق مريتمو البرتغالي ويفوز الأهلي باللقب للمرة الثانية وعلى حساب مريتمو البرتغالي وبالهدف الذهبي، بعد أن تعادلا بهدف لكليهما عن طريق إبراهيم سويد، ويحسمها خالد قهوجي في الدقيقة الثانية من الشوط الإضافي الأول ويتوج بطلاً للمرة الثانية على التوالي منذ انطلاق هذه الدورة في أبها
- نادي ماريتمو البرتغالي : وهو أول مجموعة الثانية بثماني نقاط، حيث تعادل مع المنتخب الأولمبي البحريني بثلاثة أهداف لكليهما في أول لقاءاته فيما التقى في ثاني لقاء له مع المنتخب الأولمبي السعودي ليحقق أول فوز له بهدف دون مقابل ليحقق بعد هذا الانتحار الأول له على المنتخب السعودي أعلى نتيجة في الدورة وعلى حساب الهلال اليمني وبنتيجة ستة أهداف دون مقابل، ليقابل فريق الرياض السعودي ويتعادل معه سلبياً بدون أهداف ويختتم لقاءاته في الدور الأول بهذه النتيجة متأهلاً للدور النصف النهائي بصفته متصدر مجموعته ويلاقي ثاني المجموعة الأولى المنتخب السوري وينتصر عليه بنتيجة هدف دون مقابل، فيما خسر في اللقاء النهائي أمام حامل اللقب الأهلي السعودي بهدفين لهدف ويحتل الوصافة.
- المنتخب البحريني الأولمبي : بدأ المنتخب الأولمبي لقاءاته في مجموعته الثانية بتعادله مع فريق مريتمو البرتغالي بثلاثة أهدف لكل منهما، فيما التقى في لقاءه الثاني مع فريق الرياض السعودي ليخسر أمامه بهدفين، ليفوز بعدها على الهلال اليمني بهدفين نظيفين ويخسر من أمام المنتخب الأولمبي السعودي بهدف دون مقابل، ويتأهل الدور النصف نهائي أمام أول المجموعة الأولى فريق الأهلي السعودي لكونه ثاني المجموعة الثانية ويخسر أمام الأهلي بهدفين لهدف ويغادر الدورة بعد أن قدم أفضل مباراة له والتي لعبها أمام الأهلي السعودي .
- المنتخب الأولمبي السوري : سجل المنتخب السوري أول انتصار له في مجموعته الأولى وعلى حساب المنتخب الأولمبي العماني بهدفين دون مقابل، ليتعثر بعدها أمام فريق الأهلي السعودي عندما خسر منه بهدفين لهدف، ليتلقي بعدها مع فريق الاستقلال الإيراني ويتعادلا سلباً بدون أهداف ويختتم لقاءاته أمام فريق منطقة عسير ويكسب أمامه بأربعة أهداف مقابل هدف حاجزاً لنفسه بطاقة التأهل لدور النصف النهائي ليلاقي فيه فريق مريتمو البرتغالي ويخسر أمامه بهدف نظيف ليغادر الدورة بمستوى مقنع لحد ما .
- نادي الاستقلال الإيراني : جاء في المركز الثالث على المجموعة الأولى برصيد ست نقاط، حيث فاز على فريق منطقة عسير بثلاثة أهداف لهدف وتعادل مع الأولمبي العماني بهدف وتعادل مع المنتخب السوري بدون أهداف وتعادل مع الأهلي السعودي بهدف لكليهما، ليودع الدورة دون أن يتأهل للدور النصف النهائي .
- منتخب عسير : رغم تعادله مع النادي الأهلي السعودي بهدف ظن المتابعون أنه من خلال المستوى الذي قدمه أمام حامل اللقب سيكون له شأن في هذه الدورة أفضل من السابق خاصة وانه الضلع الثابت الثاني في الدورة مع الأهلي إلا أنه سرعان ما وقع في خسارته أمام فريق الاستقلال الإيراني بثلاث أهداف لهدف، ليتعادل مع المنتخب الأولمبي العماني بدون أهداف ويخسر مجدداً أمام المنتخب السوري بأربعة أهداف لهدف ليودع الدورة من الدور التمهيدي وسط استياء مما قدمه من مستوى متذبذب في هذه الدورة السادسة له على التوالي محتلاً المركز الرابع على مجموعته وبنقطتين فقط .
- المنتخب الأولمبي العماني : حل في المركز الأخير بنقطتين أيضاً حيث خسر في الأول لقاء له من المنتخب السوري يهدفين مقابل لا شيء ومن ثم خسر أمام الأهلي السعودي بهدف نظيف وتعادل مع الاستقلال الإيراني بهدف لكليهما وتعادل مع فريق منطقة عسير دبون أهداف ليودع الدورة بدون أن يكون له مستوى يدل على أنه تم تجهيزه لهذه الدورة ويكون من أوائل المودعين لها.
- المنتخب الأولمبي السعودي : قدم المنتخب السعودي الأولمبي مستويات جيدة، رغم أنه يضم لاعبين يقلون في أعمارهم عن لاعبي جميع الفرق المشاركة في الدورة، حيث بدأ المنتخب السعودي لقاءاته في الدورة أمام فريق الهلال اليمني وحقق أول ثلاث نقاط إثر فوزه عليه ثلاثة أهداف لهدفين ومن ثم يخسر بفارق الخبرة والعمر أمام فريق مريتمو البرتغالي عندما خسر منه دون مقابل ليتعادل مع فريق الرياض السعودي بهدف لكليهما وهي النتيجة التي تسببت في تبديد حل التأهل للدور النصف النهائي بعد أن كان المنتخب السعودي من بين المرشحين للمنافسة على الكأس ومن ثم يفوز على المنتخب البحريني الأولمبي بهدف دون مقابل ليغادر الدورة رغم هذا الفوز الأخير وفي رصيه سبع نقاط متساوياً فيها مع المنتخب البحريني والذي حصل على البطاقة الثانية للدور النصف النهائي عن مجموعته الثانية وبفارق هدفين للبحرين الأولمبي .
- نادي الرياض السعودي : جاء في المركز الرابع على مجموعته وبرصيد خمس نقاط جمعها من فوزه على الهلال اليمني بهدفين لهدف، وفوزه على المنتخب البحرين الأولمبي بهدفي نظيفين ويتعادل مع المنتخب السعودي الأولمبي بهدف ليتعثر عن التقدم إثر هذا التعادل والذي أضره كما اضر المنتخب السعودي فيما تعادل مع فريق مريتمو البرتغالي بدون أهداف ليغادر الدورة.
- نادي الهلال اليمني : ويعتبر هو الفريق الوحيد من بين العشر فرق التي شاركت في الدورة ولم يحقق أي انتصار أو تعادل حيث كان من أول المغادرين للدورة وبدون نقاط فقد خسر في جميع لقاءاته الأربعة أمام الرياض بهدفين لهدف وأمام المنتخب الأولمبي السعودي بثلاثة أهداف لهدفين وأمام الأولمبي البحريني بهدفين نظيفين وأمام فريق مريتمو البرتغالي بأعلى نتيجة وهي ستة أهداف نظيفة، محتلاً المركز الأخير في مجموعته بدون أي نقطة .
- فريق الاستقلال الإيراني : بدأ الاستقلال الإيراني لقاءاته في مجموعته الأولى بفوزه على فريق عسير بثلاثة أهداف نظيفة بدأها بلاعبه علي موسوي ليتعادل بعدها مع المنتخب العماني في لقائه الثاني بهدف لكل منهما سجله محمد نوازي عن طريق ضربة جزاء فيما التقى في لقاء الثالث مع المنتخب السوري ليتقسما نقاط اللقاء الذي جمعيهما وهو اللقاء الثالث عشر في دورة الصداقة الدولية السادسة على كأس الأمير عبد الله الفيصل بأبها، حيث فرض التعادل السلبي نفسه على الفريقين وبمستوى متذبذب وفي لقائه الأخير تعام أمام متصدر المجموعة الفريق الأهلي في أسرع مباراة شاهدتها الدورة بهدف لكل منهما والتي ودع من خلالها الدورة الاستقلال الإيراني بعد هذا التعادل برصيد 7 نقاط في المركز الثالث .
- فريق الرياض السعودي : افتتح فريق الرياض السعودي أولى مباريات المجموعة الثانية مع الهلال اليمني حيث كسب هذا اللقاء بهدفين مقابل هدف وحقق أول ثلاث نقاط في أولى مبارياته في الدورة، فيما التقى في لقاءه الثاني مع المنتخب الأولمبي البحريني ليخسر أمامه بهدفين ولم تكن مجريات هذا المباراة بالمستوى المطلوب من الطرفين من خلال ما قدماه من مستوى متراجع عطفاً على المستوى الذي قدمه فريق الرياض في لقاءه الأول أمام فريق الهلال اليمني والذي فاز فيه بهدفين مقابل هدف ليتعادل بعدها مع المنتخب السعودي بهدف لكل منهما وبهذا التعادل فتحا المجال أمام المنتخب البحريني الأولمبي وفريق مريتمو البرتغالي في الاقتراب من بطاقتي التأهيل .

الدورة السابعة 2003 :
شارك في البطولة السابعة لدورة الصادقة الدولية كأس صاحب السمو الملكي الأمير عبد الله الفيصل
| المجموعة A |                |                |                    |           |           |           |           |       |       |       |      |  |
|            | الترتيب        | الترتيب        | الترتيب            | المباريات | المباريات | المباريات | المباريات | أهداف | أهداف | أهداف | نقاط |  |
| لعب        | الترتيب        | الترتيب        | الترتيب            | فاز       | تعادل     | خسر       | له        | عليه  | الفرق |       | نقاط |  |
| 1          | المغرب         | المغرب         | Morocco            | 4         | 2         | 1         | 1         | 4     | 1     | 3     | 7    |  |
| 2          | سوريا          | سوريا          | Syria              | 4         | 2         | 1         | 1         | 6     | 4     | 2     | 7    |  |
| 3          | الهلال         | الهلال         | Al Hilal           | 4         | 1         | 3         | 0         | 5     | 4     | 1     | 6    |  |
| 4          | الأهلي         | الأهلي         | Alahli             | 4         | 1         | 1         | 2         | 2     | 3     | -1    | 4    |  |
| 5          | عسير           | عسير           | Aseer              | 4         | 1         | 0         | 3         | 3     | 8     | -5    | 3    |  |
| المجموعة B |                |                |                    |           |           |           |           |       |       |       |      |  |
|            | الترتيب        | الترتيب        | الترتيب            | المباريات | المباريات | المباريات | المباريات | أهداف | أهداف | أهداف | نقاط |  |
| لعب        | الترتيب        | الترتيب        | الترتيب            | فاز       | تعادل     | خسر       | له        | عليه  | الفرق |       | نقاط |  |
| 1          | العراق         | العراق         | Iraq               | 4         | 2         | 2         | 0         | 9     | 4     | 5     | 8    |  |
| 2          | السعودية       | السعودية       | Saudi Arabia       | 4         | 2         | 1         | 1         | 7     | 3     | 4     | 7    |  |
| 3          | السنغال        | السنغال        | Senegal            | 4         | 2         | 1         | 1         | 6     | 6     | 0     | 7    |  |
| 4          | النصر          | النصر          | Al Nassr           | 4         | 1         | 0         | 3         | 5     | 11    | -6    | 3    |  |
| 5          | فجر شهيد سباسي | فجر شهيد سباسي | Fajr Shahid Sepasi | 4         | 0         | 2         | 2         | 3     | 6     | -3    | 2    |  |

مباراة الافتتاح : الجمعة 3 جمادى الآخرة 1424هـ الموافق 1 أغسطس 2002م.
المباراة النهائية : الجمعة 17 جمادى الآخرة 1424هـ الموافق 15 أغسطس 2003م.
الفائز بهذه الدوروه :- منتخب العراق الاولمبي 
جائزة اللعب النظيف :- منتخب المغرب الاولمبي 
أفضل لاعب في الدورة:- نشأت اكرم(العراق)
هداف الدورة:- يونس محمود(العراق)
أفضل حارس في الدورة:- نور(المغرب)
تم نقل جميع مباريات البطولة والرسالة الط+يومية على تلفزيون المملكة العربية السعودية كما جرت العادة كل عام .
موافقة قناة راديو وتلفزيون العرب (ART) كقناة فضائية متميزة لنقل فعالية البطولة حية على الهواء .
الشخصيات المدعوة لحضور الطبولة :
رئيس الاتحاد العربي لكرة القدم .
نائب رئيس الاتحاد العربي لكرة القدم .
أمين عام الاتحاد العربي لكرة القدم .
رئيس الاتحاد الأسيوي لكرة القدم .
سكرتير الاتحاد الأسيوي لكرة القدم .
ممثل الاتحاد الدولي لكرة القدم .
ممثل الاتحاد الإفريقي .
الدورة الثامنة والأخيرة 2004 :
شارك في البطولة الثامنة لدورة الصداقة الدولية :
| المجموعة A                          |                         |                         |                    |           |           |           |           |       |       |       |      |  |
|                                     | الترتيب                 | الترتيب                 | الترتيب            | المباريات | المباريات | المباريات | المباريات | أهداف | أهداف | أهداف | نقاط |  |
| لعب                                 | الترتيب                 | الترتيب                 | الترتيب            | فاز       | تعادل     | خسر       | له        | عليه  | الفرق |       | نقاط |  |
| *1                                  | امريكا دو كالي          | امريكا دو كالي          | America de Cali    | 4         | 3         | 0         | 1         | 8     | 6     | 2     | 9    |  |
| *2                                  | الرجاء الرياضي          | الرجاء الرياضي          | Raja Club Athletic | 4         | 2         | 1         | 1         | 6     | 5     | 1     | 7    |  |
| 3                                   | نادي النصر السعودي      | نادي النصر السعودي      | Al Nassr           | 4         | 1         | 1         | 2         | 10    | 9     | 1     | 4    |  |
| 4                                   | نادي الشباب السعودي     | نادي الشباب السعودي     | Alshabab           | 4         | 1         | 1         | 2         | 3     | 4     | -1    | 4    |  |
| 5                                   | النادي الأهلي السعودي   | النادي الأهلي السعودي   | Alahli             | 4         | 1         | 1         | 2         | 3     | 6     | -3    | 4    |  |
| المجموعة B                          |                         |                         |                    |           |           |           |           |       |       |       |      |  |
|                                     | الترتيب                 | الترتيب                 | الترتيب            | المباريات | المباريات | المباريات | المباريات | أهداف | أهداف | أهداف | نقاط |  |
| لعب                                 | الترتيب                 | الترتيب                 | الترتيب            | فاز       | تعادل     | خسر       | له        | عليه  | الفرق |       | نقاط |  |
| *1                                  | جومو كوسموس             | جومو كوسموس             | Jomo Cosmos        | 4         | 3         | 1         | 0         | 4     | 0     | 4     | 10   |  |
| *2                                  | نادي الاتحاد السعودي    | نادي الاتحاد السعودي    | Al Ittihad         | 4         | 1         | 2         | 1         | 4     | 4     | 0     | 5    |  |
| 3                                   | نادي الهلال السعودي     | نادي الهلال السعودي     | Al Hilal           | 4         | 1         | 1         | 2         | 4     | 5     | -1    | 4    |  |
| 4                                   | الاتحاد الياباني        | الاتحاد الياباني        | Japan United       | 4         | 1         | 1         | 2         | 2     | 3     | -1    | 4    |  |
| 5                                   | النادي الصفاقسي التونسي | النادي الصفاقسي التونسي | CS Sfaxien         | 4         | 1         | 1         | 2         | 4     | 6     | -2    | 4    |  |
| * هذه العامة تهني تأهل للدور التالي |                         |                         |                    |           |           |           |           |       |       |       |      |  |

حفل افتتاح الدورة الثامنة في الاثنين 22 جماد الآخرة 1425هـ الموافق 9 أغسطس 2004م .
وأقيمت مباراة الافتتاح : الثلاثاء 24 جمادى الآخرة 1425هـ الموافق 10 أغسطس 2004م في حين أقيمت المباراة النهائية / الثلاثاء 8 رجب 1425هـ الموافق 24 أغسطس 2004م .
كما قامت قناة راديو وتلفزيون العرب (ART) كقناة فضائية متميزة بنقل فعالية البطولة حية على الهواء بالإضافة إلى عدة قنوات تلفزيونية أخرى.
الشخصيات التي دعيت لحضور البطولة :
رئيس اللإتحاد العربي لكرة القدم .
نائب رئيس الاتحاد العربي لكرة القدم.
أمين عام الاتحاد العربي لكرة القدم .
رئيس الاتحاد الأسيوي لكرة القدم.
سكرتير الاتحاد الأسيوي لكرة القدم .
ممثل الاتحاد الدولي لكرة القدم .
ممثل الاتحاد الإفريقي .
عقب نهاية المباراة الختامية لدورة الصداقة الدولية على كاس الأمير عبد الله الفيصل وسط رعاية كريمة من أمير منطقة عسير صاحب السمو الملكي الأمير خالد الفيصل وبحضور نائب أمير منطقة عسير الأمير فيصل بن خالد ورئيس الاتحاد الأسيوي سعادة محمد بن همام ثم توزيع الجوائز والكؤوس .
بطل دورة الصداقة الثامنة
فاز نادي الرجاء المغربي بلقب دورة الصداقة الثامنة على كاس الأمير عبد الله الفيصل والتي اختتمت في أبها برعاية صاحب السمو الملكي الأمير خالد الفيصل أمير منطقة عسير وحضور سمو نائبه الأمير فيصل بن خالد ورئيس الاتحاد الآسيوي الأستاذ محمد بن همام وأعضاء اللجنة العليا المنظمة للبطولة وعدد من المسئولين .